# Hypotheek oversluiten
Het oversluiten van een hypotheek houdt in dat een huidige hypothecaire lening wordt opgezegd en een nieuwe wordt afgesloten. Het oversluiten naar een andere aanbieder kan voordeel opleveren wanneer de actuele hypotheekrente lager is dan de rente die wordt betaald voor de hypotheek. Als de hypotheek eerder wordt overgesloten dan het einde van de rentevaste periode, dan brengt de bank een boeterente in rekening.

## Berekening
Volgens de AFM kan het rentevoordeel als volgt worden berekend:
(oude rente - nieuwe rente) x hypotheekbedrag x nieuwe rentevaste periode
Van deze uitkomst moeten wel de boeterente en oversluitkosten worden afgetrokken.